# Harri Ahmas
Vous pouvez aider à l'améliorer ou bien discuter des problèmes sur sa page de discussion.
- Il ne cite pas suffisamment ses sources. Vous pouvez indiquer les passages à sourcer avec {{référence nécessaire}} ou {{Référence souhaitée}}, et inclure les références utiles en les liant aux notes de bas de page. (Marqué depuis août 2024)
- Certaines informations devraient être mieux reliées aux sources mentionnées dans la bibliographie ou les liens externes. Améliorez sa vérifiabilité en les associant par des références. (Marqué depuis août 2024)

- Archive Wikiwix
- Bing
- Cairn
- DuckDuckGo
- E. Universalis
- Gallica
- Google
- G. Books
- G. News
- G. Scholar
- Persée
- Qwant
- (zh) Baidu
- (ru) Yandex
- (wd) trouver des œuvres sur Wikidata

Harri Ahmas (Vaasa, 25 avril 1957) est un bassoniste et compositeur contemporain finlandais.

## Biographie
Harri Ahmas effectue ses études à l’Institut de musique Keski-Pohjanmaa de Kokkola, ainsi qu'à l'Académie Sibelius à Helsinki en basson (diplôme 1984) et en composition avec Einar Englund et Einojuhani Rautavaara. Il complète ses études pour le basson, à Vienne et à Budapest. 
En tant que basson solo, il fait ses débuts à Helsinki,  en 1986. Il acquiert davantage d'expérience en tant que soliste et en ensemble de chambre, en Finlande, mais également aux États-Unis, en Russie, Biélorussie, Estonie, Pologne, Allemagne, Irlande, Danemark,  Norvège, Suède et en Autriche. De 1980 à 1989 il joue au sein de l'orchestre symphonique de la radio finlandaise, de 1983 à 1996, dans l'orchestre de l'opéra du festival Savonlinna et depuis 1989, il est le premier bassoniste solo de l'Orchestre symphonique de Lahti. De 1981 à 1989, il enseigne à l’Académie Sibelius à Helsinki et depuis l'automne 2003, il est compositeur en résidence attaché à l’Institut de musique de Päijät-Häme.
Un premier concert de ses compositions est donné pendant l'été 1994 à Helsinki. Ses œuvres comprennent des symphonies et d'autres œuvres orchestrales, des concertos pour divers instruments, de musique de chambre, vocale et de musique chorale.

## Œuvres

### Orchestre
- 1992 Notes pour orchestre à cordes
- 1993 Luutuille, pantomime pour orchestre
- 1994 Studia pour grand orchestre
- 1997 Stilleben, pour orchestre
- 1998 ASKO Fanfare pour orchestre (peut également être interprété par la section de cuivres et 2 percussionnistes)
- 1999 Valse sensible pour orchestre
- 2001-2002 Symphonie no 1
- 2003 Symphonie no 2

### Concertant
- 1995 Concerto pour tuba, cordes, percussion et piano
- 2001 Concerto pour eufonium et orchestre
- 2003 Balladi Ihantalasta (Ballade de Ihantala) pour récitant et ensemble à vent (version pour orchestre)
- 2004 Concerto pour alto et orchestre

### Orchestre à vent
- 2000 Hic et nunc pour orchestre d'harmonie
- 2002 Sinfonietta pour orchestre d'harmonie
- 2003 Balladi Ihantalasta (Ballade de Ihantala) (voir version concertante)

### Musique de chambre
- 1981 Sonate pour basson et piano
- 1984 Dreifältiger Abschied pour basson et piano
- 1987 Duo pour basson et harpe
- 1988 Tango Flautando pour 3 hautbois, cor anglais, 4 bassons, contrebasson (existe dans une version pour flûte et piano)
- 1988 K-musik pour basson et piano
- 1989 Quintette pour basson et quatuor à cordes
- 1989-1990 Sextuor pour contrebasse et ensemble de chambre
- 1990 Fanfare pour les deux tours de Lahti pour 3 trompettes et 3 trombones
- 1991 Clafacofonia pour clarinette, basson et cor
- 1996 Les Lignes et les points pour basson, violoncelle et piano
- 1996 Trio pour trois bassons
- 1998 De la Vie de Tithonus pour saxophone alto, alto et violoncelle
- 1998 Von kräftigen Schlägen bis zum leichten Streifen pour flûte (doubles piccolo), hautbois, clarinette (double clarinette basse), basson, percussion (1 exécutant), piano, violon, alto, violoncelle, contrebasse
- 1998 Ce qui est en haut doit descendre, pour flûte, saxophone alto, basson, alto et violoncelle
- 1999 Trio pour flûte, violon et guitare
  1. Päällikkö Taperahi laulaa [le Chef Taperahi chante]
  2. Intermezzo
  3. Bossa alea
- 2001 Aspects de la nature finlandaise (sur cette planète) pour chanteuse, violoncelle et espace sonore
  1. Naissance
  2. Clair de lune de la nuit polaire
  3. Les étoiles
  4. Mirrow
  5. Crash
  6. La genèse
- 2001 Quintette pour cuivres - Un trop bref cours de jazz pour deux trompettes, cor, trombone, tuba, percussion ad lib.
- 2003 Quatre bagatelli pour cor et orgue
  1. Veloce
  2. Semplice
  3. Capriccio
  4. Giocoso

### Scène
- 1996-1999 Cœur des Flux opéra de chambre pour mezzo-soprano, baryton et orchestre livret de Joel Elstelä
- 2004 Itämaan tähti musique de scène, pour mezzo-soprano, deux ténors, baryton, basse, chœur d'enfants et orchestre, sur des textes de Léo Kontula

### Vocale et chœurs
- 1978-1979 Trois Chansons pour chœur mixte sur des chants traditionnelles finlandais
  1. Ajattelen aikojani
  2. Tuuti, tuuti, tummaistani
  3. Merenkävijän rukous
- 1999 Les Eaux pour ténor solo, flûte (aussi flûte alto), clarinette, percussion, 2 violons, alto, violoncelle, contrebasse, sur un texte de Petri Lehto
  1. La bruine
  2. Le livre
  3. La houle
  4. L'océan

## Discographie
- Symphonie no 1 - Orchestre symphonique de Lahti, dir. Okko Kamu (mai 2013, BIS)
- Organ Music (Toccata Classics, à paraître)